# 第13戦車中隊
第13戦車中隊（だいじゅうさんせんしゃちゅうたい、JGSDF 13th Tank Troop）は、陸上自衛隊日本原駐屯地（岡山県勝田郡奈義町）に駐屯していた第13旅団隷下の機甲科（戦車）部隊で2024年（令和06年）3月20日に廃止され第13偵察隊（出雲駐屯地）と統合され、第13偵察戦闘大隊に改編された。

## 概要
1999年（平成11年）3月に第13師団の旅団化に伴い、大隊編制から中隊編制に縮小改編。中隊長は3等陸佐が充てられ、中隊本部、3個の戦車小隊のほか偵察小隊が編成に加えられており、旅団直轄の戦車中隊として戦車大隊隷下の戦車中隊と比べて増強された編制となっている。新編当初は、コア部隊の第4戦車小隊が編成されていたがフル化改編（即応予備自衛官訓練の終了）により廃止された。
第13戦車中隊のシンボルマークの由来は、第13戦車大隊当時、1983年（昭和58年）に本部管理中隊の隊員によって制作された。マークの基調となる「日の丸」は我が国の国旗であり、「清らかな国民性」と「燃えるような誠の心」を表し、日の丸の中の握った3本の矢は、毛利元就の故事にちなみ、第13戦車大隊隊員の「堅い団結」を表すとともに、「矢」は各戦車中隊を、「握った手」は本部管理中隊を表している。部隊改編により、戦車中隊になった今も「矢」を各戦車小隊、「握った手」を中隊本部と置き換え誇り高い中隊のシンボルとして伝統を継承していた。

## 沿革
第13戦車大隊
- 1962年（昭和37年）1月18日：第13戦車大隊（3個戦車中隊基幹）が今津駐屯地において編成完結[1][2]。
- 1965年（昭和40年）6月30日：第13戦車大隊が今津駐屯地から日本原駐屯地へ移駐[3]。装備戦車は、M4中戦車およびM41軽戦車。
- 1970年（昭和45年）3月10日：師団改編（甲師団化）に伴い、第4戦車中隊を新編。
- 1972年（昭和47年）3月：61式戦車が配備。
- 1981年（昭和56年）3月25日：第2混成団の新編に伴い、第4戦車中隊を第2混成団戦車隊に改編。
- 1990年（平成02年）3月25日：戦車の北転事業の影響に伴い、第3戦車中隊を廃止。
- 1993年（平成05年）3月：74式戦車が配備[4]。
- 1999年（平成11年）3月28日：第13戦車大隊が廃止。最後の61式戦車が用途廃止。

第13戦車中隊
- 1999年（平成11年）3月29日：第13師団の旅団化に伴い、第13戦車中隊（中隊本部、偵察小隊、4個戦車小隊）に縮小改編[5]。
- 2004年（平成16年）3月29日：後方支援体制変換に伴い、整備部門を第13後方支援隊第2整備中隊戦車直接支援小隊へ移管。
- 2008年（平成20年）3月26日：第4戦車小隊（コア部隊）を廃止。
- 2023年（令和05年）9月8日：16式機動戦闘車が配備[6]。
- 2024年（令和06年）3月20日：第13戦車中隊（日本原駐屯地）が廃止。第13偵察隊（出雲駐屯地）と統合され、第13偵察戦闘大隊が出雲駐屯地に新編[7][8]。

## 廃止時の部隊編成
- 第13戦車中隊本部
  - 中隊本部班：96式装輪装甲車
  - 補給班：3 1/2tトラック
  - 通信班：1 1/2tトラック
- 偵察小隊：軽装甲機動車
- 第1戦車小隊：74式戦車
- 第2戦車小隊：74式戦車
- 第3戦車小隊：74式戦車

部隊表示は、中隊であるため全車両が「13戦」。
第13戦車大隊の部隊編成　1970年（昭和45年）3月10日当時の編成
- 第13戦車大隊本部
- 本部管理中隊「13戦-本」
- 第1戦車中隊「13戦-1」
- 第2戦車中隊「13戦-2」
- 第3戦車中隊「13戦-3」：1990年（平成2年）3月25日廃止。
- 第4戦車中隊「13戦-4」：1970年（昭和45年）3月10日新編。1981年（昭和56年）3月24日廃止。第2混成団戦車隊に改編。

## 廃止部隊
- 2008年（平成20年）3月26日廃止
  - 第13戦車中隊第4戦車小隊「13戦」（日本原駐屯地）：即応予備自衛官訓練担当部隊であったが、旅団改編により3個普通科連隊編成となったため廃止。

## 整備支援部隊
- 第13後方支援隊第2整備中隊戦車直接支援小隊「13後支-2整」（日本原駐屯地）：2004年（平成16年）3月29日から2024年（令和6年）3月20日の間。

## 主要装備
- 74式戦車
- 16式機動戦闘車
- 96式装輪装甲車
- 軽装甲機動車
- 1/2tトラック / 73式小型トラック
- 1 1/2tトラック / 73式中型トラック
- 3 1/2tトラック / 73式大型トラック
- 89式5.56mm小銃

過去の装備
- 73式装甲車